# Ramularia didyma
Ramularia didyma är en svampart som beskrevs av Unger 1833. Ramularia didyma ingår i släktet Ramularia och familjen Mycosphaerellaceae.   Inga underarter finns listade i Catalogue of Life.